# Gozdnica
Gozdnica (in tedesco Freiwaldau) è una città polacca del distretto di Żagań nel voivodato di Lubusz.
Ricopre una superficie di 23,97 km² e nel 2004 contava 3 804 abitanti.